# 일본 환경성
환경성(일본어: 環境省 간쿄쇼[*], Ministry of the Environment, 약칭 : MOE)은 일본의 행정조직으로, 대한민국의 환경부 격이다.

## 설치 근거 및 소관 업무

### 설치 근거
- 환경성설치법 제2조

### 소관 업무
- 지구 환경 보전, 공해 방지, 자연 환경의 확보 및 정비
- 기타 환경의 보전
- 원자력의 연구, 개발 및 이용에 관한 안전의 확보

## 연혁
- 1970년(쇼와 45년) 7월 31일: 내각에 공해대책본부를 설치.
- 1971년(쇼와 46년) 1월 8일: 공해대책본부를 개편하여 환경청을 설치.
- 2001년(헤이세이 13년) 1월 6일: 환경청을 환경성으로 승격.

## 조직
| - 대신 1인 - 부대신 1인 - 대신정무관 1인 - 사무차관 1인 - 환경심의관 1인 | 내부 부국 |

| - 비서과 - 총무과 - 회계과 - 정책평가홍보과 | - 기획과 - 폐기물대책과 - 산업폐기물과 | - 총무과 - 환경계획과 - 환경경제과 - 환경영향평가과 | - 기획과 - 환경안전과 |

| - 총무과 - 지구온난화대책과 - 국제연계과 | - 총무과 - 대기환경과 - 자동차환경대책과 - 수환경과 - 토양환경과 | - 총무과 - 자연환경계획과 - 국립공원과 - 야생생물과 | - 참사관 |

| - 임시미나마타병인정심사회 | - 환경조사연수소 | - 공해대책회의 | 지방지분부국 | - 홋카이도지방환경사무소 - 도호쿠지방환경사무소 - 간토지방환경사무소 - 주부지방환경사무소 - 긴키지방환경사무소 - 주고쿠시코쿠지방환경사무소 - 규슈지방환경사무소 | - 원자력규제위원회 |

## 직원
일반직 재직자 수는 2011년 1월 15일 기준으로 환경부 전체 1,235명(여성 203명)이다. 행정기관정원령에 정해진 환경성의 정원은 별정직 1명을 포함해 1,521명이다.
환경성의 일반직직원은 비현업의 국가공무원이므로, 노동기본권 중 쟁의권과 단체 협약 체결 권한은 국가공무원법에 의해 인정되지 않는다. 단결권은 인정되고, 직원은 노동조합으로 국공법이 규정하는 "직원단체"를 결성, 혹은 결성하지 아니하거나 이에 가입, 또는 가입하지 않을 수 수 있다(국가공무원법 제108조의2 제3항). 2011년 3월 31일 기준으로 인사원에 등록된 직원단체는 존재하지 않는다. 2000년대는 2009년 말까지 직원단체의 조직률이 20% 정도에서 추이하고 있었지만, 2010년, 일거에 0%로 되어, 과거에 있었던 노조는 전 환경부 노동조합(약칭:전환경)에서 연합·전노련 어느 것에도 속하지 않는 중립계 조합이었다.

## 홍보
환경성의 편집 백서는 "환경백서", "순환형사회백서", "생물다양성 백서"의 3가지가 있으며 각각 환경기본법, 순환형 사회형성추진기본법 및 생물 다양성 기본법의 규정에 따라 매년 정부가 국회에 제출하는 것이 정해져 있어 보고서 및 향후 시책 문서를 수록하고 있다. 예를 들어, "환경 백서"는 환경 기본법 제12조에 규정된 "환경 상황과 정부가 환경 보전에 관하여 강구한 시책에 관한 보고"와 "환경의 상황을 고려하여 강구하고자 하는 시책을 분명히 문서"가 수록된다. 순환형 사회 백서와 생물다양성 백서도 마찬가지이다. 이전에 각각 시판 책이 발행되고 있었지만, 2009년 버전3 백서 상용 버전은 합본이다.
웹 사이트의 URL에서 도메인 이름은 "www.env.go.jp" 정기적 홍보지로는 격월간의 "에코진"가 있다. 현재 환경부가 발행한 다음 주식회사문화공방이 편집을 하고 있다. 2007년 6월 이전에 행정 발행의 "환경"이 간행되고 있었지만, 2007년 7월부터 사단법인 시사화보사(2009년에 사업정지) 발행에서 격월간의 "에코진"에 업데이트된다.

## 같이 보기
- 환경대신
- 환경부대신
- 환경대신정무관
- 환경사무차관
- 지구환경심의관
- 대한민국 환경부